# Antoine Gouy
Pour les articles homonymes, voir Gouy.
Antoine Gouy est un acteur français, né le 17 avril 1980 à Nantes.

## Biographie

### Enfance et formation
Il a passé son enfance à La Turballe en Loire-Atlantique et a suivi ses premiers cours de théâtre à Saint-Nazaire.
Il a ensuite été formé au Conservatoire national supérieur d'art dramatique.

### Carrière

#### Théâtre
Il a notamment joué au théâtre sous la direction d'Olivier Balazuc (Le Génie des bois de Olivier Balazuc), Julie Brochen (Histoire vraie de La Périchole de Jacques Offenbach, Derniers remords avant l'oubli de Jean-Luc Lagarce et La Cagnotte d'Eugène Labiche), Jacques Osinski (Le Conte d'hiver de Shakespeare), Muriel Mayette (Le Nouvel Appartement de Carlo Goldoni), Joël Jouanneau (Hollywood de Jean-Luc Lagarce), Thomas Canonne (La Nonne sanglante, Je vous salue Jarry, Le Moine d'après M.G. Lewis) et Elisabeth Crusson (Rituels).
En avril 2010, il joue dans le spectacle Chroniques du bord de Seine, saison 3 : USA, d'après John Dos Passos, mis en scène par Nicolas Bigards à la MC93. Puis poursuit avec le même metteur en scène en 2011 avec Traité des passions de l'âme de Antonio Lobo Antunes, également à la MC93.
En 2013, il met en scène Le Conte d'hiver de William Shakespeare pour le Théâtre des Cerises.

## Filmographie
Sauf indication contraire, les informations mentionnées dans cette section peuvent être confirmées par les bases de données cinématographiques IMDb et Allociné,  présentes dans la section « Liens externes ».

### Cinéma

#### Longs métrages
- 2008 : Le Plaisir de chanter de Ilan Duran Cohen : Thomas
- 2010 : Tournée de Mathieu Amalric : l'homme aux progiciels
- 2013 : Grand Départ de Nicolas Mercier : Timothée
- 2014 : La Crème de la crème de Kim Chapiron : le directeur pédagogique
- 2014 : Brèves de comptoir de Jean-Michel Ribes : le joggeur
- 2015 : L'Enquête de Vincent Garenq : Florian Bourges
- 2015 : A Love You de Paul Lefèvre : Manu
- 2015 : Premiers crus de Jérôme Le Maire : Nicolas Rousselier
- 2016 : Gaz de France, de Benoît Forgeard : Chris
- 2016 : Je ne suis pas un salaud d'Emmanuel Finkiel : le formateur
- 2016 : Rupture pour tous d'Eric Capitaine : Alan
- 2016 : Les Enfants de la chance de Malik Chibane : Charles
- 2016 : Demain tout commence de Hugo Gélin : le steward
- 2017 : Primaire d'Hélène Angel : Bruno
- 2017 : Si j'étais un homme d'Audrey Dana : Anton
- 2017 : Monsieur et Madame Adelman de Nicolas Bedos : Antoine Grillot
- 2017 : Bienvenue au Gondwana de Mamane : Julien Franchon
- 2018 : Demi-sœurs de Saphia Azzeddine, François-Régis Jeanne : Thomas
- 2018 : Budapest de Xavier Gens : Tristan
- 2019 : Yves de Benoît Forgeard : Yves
- 2019 : Merveilles à Montfermeil de Jeanne Balibar : le grand bourgeois
- 2019 : Camille de Boris Lojkine : le frère de Camille Lepage
- 2020 : C'est la vie de Julien Rambaldi : Jean-Baptiste
- 2021 : Délicieux d'Éric Besnard : Marquis du Croisic
- 2021 : Comment je suis devenu super-héros de Douglas Attal : le médecin légiste
- 2021 : On est fait pour s'entendre de Pascal Elbé : Julien
- 2022 : Simone, le voyage du siècle d'Olivier Dahan : Jean-Paul Davin
- 2022 : Tendre et saignant de Christopher Thompson : Yves de la Closerie
- 2023 : Les Choses simples d'Éric Besnard : Monceau
- 2023 : Cash de Jérémie Rozan : Patrick Breuil
- 2023 : Anti-Squat de Nicolas Silhol : Thomas
- 2023 : Comme un prince d'Ali Marhyar : Pedro
- 2025 : Délocalisés d'Ali et Redouane Bougheraba : Berthelot
- 2025 : Natacha (presque) hôtesse de l'air de Noémie Saglio

#### Courts métrages
- 2004 : La Mélodie du bonheur d'Antoine Colomb : un copain
- 2007 : Deux cages sans oiseau de Mathieu Amalric : Antoine, le frère
- 2009 : Schéma directeur de Bernard Tanguy : Pierre
- 2015 : La Magie de Noël de Mathieu Amalric : Sylvain, le beau-frère

### Télévision
- 2006 : Chat bleu, chat noir (série télévisée) de Jean-Louis Lorenzi : Gaspard
- 2008 : Adresse inconnue : Fabrice
- 2009 : Ce jour-là, tout a changé (série télévisée), épisode L'Évasion de Louis XVI d'Arnaud Sélignac : Louis XVI
- 2011 : Rani (série télévisée) d'Arnaud Sélignac : Charles de Bussy
- 2011 : Une famille formidable, saison 9, épisodes Tous en scène et Vive la crise de Joël Santoni : Kevin
- 2011 : La main passe (téléfilm) de Thierry Petit : Constantin
- 2012 : Bref. (série télévisée) de Kyan Khojandi et Bruno Muschio[1], épisodes 71, 72, 73, 74 (Bref, j'ai fait une soirée déguisée, parties 1, 2 et 3 / Bref, j'me casse) : l'homme que personne ne connaît dans les soirées
- 2013 : Crime d'État (téléfilm), de Pierre Aknine : le substitut
- 2013 : Le Débarquement (émission de sketchs diffusée sur Canal+)
- 2013-2015 : Lazy Company (série télévisée) de Samuel Bodin et Alexandre Philip : Chuck
- 2013-2015 : Casting(s) (série télévisée) de Pierre Niney : Antoine
- 2014 : Templeton (série télévisée) de François-David Cardonnel, Pierre Cardonnel et Jonathan Cardonnel : Miss Daisy, la patronne du saloon
- 2014-2015 : Les Impitchables de Syfy de Henri Debeurme et Ami Cohen : le scénariste
- 2015 : France Kbek (série télévisée, saison 2) de Jérémie Galan et Jonathan Cohen : Louis
- 2015-2016 : Hero Corp (série télévisée) de Simon Astier : Calvin (rôle récurrent)
- 2015-2018 : Au service de la France (série télévisée) d'Alexandre Courtès : Lechiot / Hervé Gomez / Schmid (rôles récurrents)
- 2018 : Dix pour cent (série télévisée, épisode Monica) : le libraire
- 2018 : T.A.N.K. (mini-série) de Samuel Bodin
- 2019 : À l'intérieur (série télévisée) de Vincent Lannoo : Bastien
- 2019 : Un entretien (série télévisée) de Julien Patry : le deuxième DRH (rôle récurrent)
- 2021 : Lupin (série Netflix) : Benjamin Ferel
- 2021 : J'ai tué mon mari (mini-série) de Rémy Silk Binisti : Manuel
- 2023 : Les Enchantés (téléfilm) de Stanislas Carré de Malberg : Monsieur Boniface
- 2024 : Fortune de France de Christopher Thompson : Gamelin
- 2024 : Carpe Diem de Pierre Isoard : Salvatore
- 2024 : Capitaine Marleau, épisode Le Secret d'Alba de Josée Dayan : Romain Paulin
- 2024 : Mortelle raclette de François Descraques
- 2025 : Super Mâles (série télévisée, Netflix) de Noémie Saglio et Olivier Rosemberg : Jérémie

### Doublage
- 2011-2012 : Fish 'n' Chips (série d'animation) : Bart
- 2015 : Objectivement (série en stop motion) créée par Guillaume Le Gorrec et Hadrien Cousin, sur Arte : le marque-page, le balai à chiotte, la boîte à pizza
- 2017 : Les Légendaires (série d'animation) : Razzia

### Clips
- 2019 : Angèle - Balance ton quoi

## Radio/Podcast
En 2014, il anime une chronique humoristique hebdomadaire sur le cinéma dans l'émission Pop-corn sur Le Mouv'.
En 2025, on peut l’entendre dans le podcast Radio Paillettes avec Manu Payet, Ginger et Mélanie Angélie.